# Frequency
Frequency es una película del 2000 que contiene elementos de diferentes géneros cinematográficos, tales como viajes en el tiempo, suspenso e historia contrafactual. Fue dirigida por Gregory Hoblit y escrita por Toby Emmerich. El reparto estuvo integrado por Dennis Quaid y James Caviezel como Frank y John Sullivan, padre e hijo respectivamente. El rodaje aconteció en las ciudades de Toronto y Nueva York. Tras su estreno, obtuvo críticas positivas por parte de la prensa especializada, teniendo su debut en formato DVD el 31 de octubre de 2000.
Posteriormente en el año 2016 hicieron una serie como remake de esta película, en esta nueva versión John Sullivan es una chica que se llama Raimy Sullivan.

## Sinopsis
La trama se sitúa en Nueva York, en octubre de 1999. John Sullivan (Caviezel), un detective de homicidios de 36 años de edad, todavía no supera emocionalmente la muerte de su padre, el bombero Frank Sullivan (Quaid), acontecida treinta años atrás. John vive en la misma casa donde fue criado, así que un día descubre la vieja radio de su radioaficionado padre tras haberse separado de su novia, por lo que decide comunicarse por medio de ella.
Debido a una inusual actividad de aurora polar, John descubre que ha logrado hacer contacto con su padre exactamente 30 años atrás en el pasado, poco antes del día en que este último falleciera en el incendio de un inmueble. John logra advertirle a su padre de tal suceso que habría de quitarle la vida, y aunque Frank al principio se muestra escéptico de que John sea su hijo en el futuro, sigue el consejo de John tras haberse dado cuenta de que John describió con todo detalle el resultado del segundo juego de la serie mundial de béisbol de 1969.
Después de salvar a su padre del incendio, John crea por accidente una nueva cronología, aunque sigue teniendo paradójicamente los recuerdos del pasado. En la nueva cronología alterada, Frank muere esta vez de cáncer de pulmón debido al tabaquismo, mientras que la madre de John, Julia Sullivan (Elizabeth Mitchell), fallece víctima de un asesino serial. En la cronología original, la madre de John había dejado su empleo como enfermera en un hospital para poder asistir al funeral de Frank; en la nueva serie de eventos, ella continúa en el trabajo y está presente para salvar la vida de un hombre que, más tarde, se revela que en realidad es el "asesino de Nightingale", quien habría muerto esa misma noche debido a una sobredosis de Benazepril y Benadryl en caso de que Julia no hubiera estado presente. El asesino de Nightingale, en la cronología borrada, había matado solamente a tres enfermeras previo a su fallecimiento. El cadáver de una de las víctimas no se descubriría sino hasta 1999. Debido a que fue salvado por Julia, el asesino es capaz de continuar con sus siniestros homicidios, para finalizar en hasta diez víctimas en total. Para desconcierto de John y su padre, la sexta víctima del asesino es su madre, Julia.
Tras intercambiar información de archivos policíacos de 1999 en torno a siete asesinatos aún no resueltos, John y Frank colaboran juntos a través del tiempo para detener al homicida en 1969 y así salvar a Julia. Frank logra evitar la muerte de la primera víctima pero, al tratar de prevenir la siguiente, es atacado por el asesino en el baño de un centro nocturno; ahí pierde su licencia de conducir, la cual traía en su cartera en el momento de la intercepción. Al recuperar la conciencia, Frank acude al apartamento de la mujer que se supone logró rescatar, sólo para descubrir que ya es demasiado tarde y fue asesinada.
John concluye que las huellas digitales del homicida se hallan impresas en su cartera; John le pide entonces a su padre que oculte la cartera en un lugar vacío y oculto en la casa donde pueda permanecer escondida por los próximos 30 años. Una vez que Frank la deposita en dicho lugar, aparece repentinamente en 1999, justo en el mismo sitio. John lleva la cartera al laboratorio de criminalística para conocer la identidad del asesino: un exdetective llamado Jack Shepard (Shawn Doyle). No obstante, debido a que la licencia de conducir de Frank fue hallada en la escena del crimen de la última víctima (dejada ahí a propósito por el homicida), Frank se vuelve sospechoso de los asesinatos y es llevado por agentes policíacos para ser interrogado por su amigo (y posterior jefe de John) Satch DeLeon (Andre Braugher).
En la estación, Frank es confrontado por Shepard, pero Frank logra evadirlo y escapar de la estación. Más tarde, durante el proceso de búsqueda de evidencias en el apartamento de Shepard, Frank se encuentra con Shepard, quien lo persigue hasta llegar a un corral de ganado. Con Satch convencido de la historia de Frank, debido a su predicción acertada de los resultados de la serie mundial, el primero encuentra a Shepard como el culpable de los asesinatos y Frank es absuelto de toda sospecha tras un enfrentamiento en donde todos consideran que Shepard murió. Sin embargo, John sabe que esto no puede ser verdad pues en la foto familiar de 1999 aún su madre no aparece junto a ellos (es decir, aún está muerta, tras haber sido asesinada por Shepard).
Esa noche, mientras ambos conversan por medio de la radio, Shepard irrumpe repentinamente en la casa de los Sullivan, tanto en 1969 como en 1999. Justo cuando Shepard está estrangulando a John en 1999, Frank le vuela la mano al Shepard del pasado con una escopeta. Mientras tanto, en 1999, la mano de Shepard empieza a desaparecer sin motivo alguno; la casa también cambia como si alguien más hubiera vivido ahí todo ese tiempo. De entre las sombras aparece Frank, quien vuelve a dispararle a Shepard, esta vez matándolo. En esta línea del tiempo final, Frank no murió ni en el incendio ni de cáncer, pues le prometió a su hijo que dejaría de fumar para evitar morir así.
La película finaliza con un juego de béisbol local en 1999. Frank y Julia se encuentran ambos ahí, junto a John, su esposa (la novia que lo había dejado en la cronología original) y su hijo, Frank Jr.

## Producción
La película obtuvo «luz verde» para iniciar oficialmente su producción el 21 de enero de 1999, aunque para entonces el guion ya se había estado escribiendo desde mucho tiempo atrás. Se rumoreó que Sylvester Stallone podría interpretar a Frank Sullivan en 1997, sin embargo el acuerdo finalmente fracasó debido a una disputa en torno a su salario. Asimismo, el director Renny Harlin fue sugerido para encargarse de la realización de la cinta. Gregory Hoblit leyó por primera vez el guion en noviembre de 1997, 18 meses antes de la muerte de su padre. En una entrevista de 2000, poco después del lanzamiento estadounidense de la película, Hoblit describió que la película era «de alto riesgo» ya que el proyecto había pasado por varios directores, incluyendo uno al que se le había ofrecido hasta el doble de presupuesto que a él. En esa misma entrevista, Hoblit describió la dificultad que había tenido al momento de buscar a los dos protagonistas; al final, concluyó que necesitaba a un «actor experimentado» para personificar a Frank Sullivan, por lo que decidió que ese sería Dennis Quaid.
Brian Greene, quien contribuyó como consultor de física en la cinta, aparece en un programa televisivo tanto en 1969 como en 1999.